# TSG Akademie
Die TSG-Akademie (Eigenschreibweise) ist das Nachwuchsleistungszentrum der TSG 1899 Hoffenheim. Sie besteht aus drei Zentren (Leistungszentrum, Akademie-Arena und Grundlagenzentrum), in denen von der U19 bis zur U9 sieben Mannschaften ausgebildet werden. Hinzu kommt das Hoffenheimer U23-Team, das im Trainings- und Geschäftsstellenzentrum Zuzenhausen untergebracht ist. Seit Bestehen hat die Akademie bereits viele bekannte Spieler – wie Niklas Süle, Jonas Hofmann, Nadiem Amiri oder Davie Selke – und erfolgreiche Trainer, wie etwa Julian Nagelsmann, hervorgebracht.

## Geschichte
Der Nachwuchsbereich der TSG 1899 Hoffenheim wurde mit der Ausgliederung der Spielbetriebs GmbH zum 1. Juni 2006 auf eine professionelle Ebene gehoben und erhielt mit dem ehemaligen Hockey-Bundestrainer Bernhard Peters eine prominente Führungsperson, die die Strukturen als Direktor für Sport- und Nachwuchsförderung bis zu seinem Weggang im Sommer 2014 mitgestaltete.
In der Anfangszeit kooperierte die TSG-Jugendabteilung in Spielgemeinschaften mit dem benachbarten FC Zuzenhausen, der gesamte sportliche Bereich stand unter der Federführung von „Anpfiff ins Leben“, einem von der Dietmar Hopp Stiftung geförderten Verein, der sich in der Metropolregion Rhein-Neckar um die ganzheitliche Ausbildung jugendlicher Sportler kümmert.
Zur Saison 2009/10 wurden die bestehenden Spielgemeinschaften aufgelöst und der Begriff „achtzehn99 Akademie“ als Marke für die TSG-Nachwuchsabteilung eingeführt. Seit dem Herbst 2017 nennt sie sich "TSG-Akademie".
Sportliche Leiter seit der Professionalisierung
- 2006–2009: Matthias Born
- 2009–2010: Ernst Tanner
- 2010–2013: Alexander Rosen
- 2013–2014: Michael Mutzel
- 2015–2020: Dirk Mack
- 2020–2021: Marcus Mann
- 2021–2023: Jens Rasiejewski
- 202400000: Frank Kramer
- 2025–0000: Michael Feichtenbeiner

## Aufbau

### Sportlicher Bereich
Die TSG-Akademie gliedert sich in drei Zentren. Im Grundlagenzentrum (GZ) werden Spieler von der U9 bis zur U13 ausgebildet. Dabei wird der Wechsel vom Grundlagen- zum Aufbautraining vollzogen, das in der im Sommer 2016 fertiggestellten Akademie-Arena (AA) für die Teams U14, U15 und U16 im Mittelpunkt steht.
Die U17 und U19 trainieren im Leistungszentrum (LZ). Dort ist auch ein Spielerwohnheim angegliedert. Bis zu 16 Spieler können in Einzelzimmern direkt im Leistungszentrum wohnen. Im August 2017 wurde in Zuzenhausen ein weiteres Spielerwohnheim für den Altersbereich U14 bis U16 eröffnet.

### Schulischer Bereich
Da neben dem Fußball auch Schulabschlüsse bewältigt werden müssen, können die Spieler der TSG-Akademie auf organisierten Förder- bzw. Prüfungsvorbereitungsunterricht durch den Verein „Anpfiff ins Leben“ zurückgreifen. Mit sechs Partnerschulen ist die Akademie außerdem Kooperationen eingegangen. Die Schulen tragen auf Basis dieser Kooperationen den Titel „Eliteschulen des Fußballs“, was bedeutet, dass die Schule Rücksicht auf die Anforderungen von Leistungssportlern nimmt. Dadurch erhalten die Nachwuchsfußballer die Möglichkeit, die fußballerische und die schulische Ausbildung gleichermaßen erfolgreich abzuschließen.

### Organisatorischer Bereich
Für Spieler, die aufgrund der großen Distanz nicht mehr bei ihren Eltern wohnen können, gibt es zwei Schülerwohnheime und mehrere Gastfamilien, bei denen die Spieler wohnen können. Um zum Training oder zu anderen Terminen wie etwa zum Arzt zu kommen, bietet die TSG-Akademie zudem einen Bustransfer an. Insgesamt 22 Fahrer stehen für die Transporte bereit.
Für verletzte Spieler ist ein festangestelltes Team von Physiotherapeuten und Athletiktrainern verantwortlich. Das Rehatraining kann dabei auch im Rehazentrum im Trainingszentrum der Profis absolviert werden.
Sportpsychologen kümmern sich zudem um das seelische Wohl der Spieler und um mentales Training.

### Spielstätten
Spielstätte der U23 und der U19 ist das Dietmar-Hopp-Stadion im Sinsheimer Stadtteil Hoffenheim, das ein Fassungsvermögen von 6.350 Plätzen hat.
Die U17 spielt in der Akademie-Arena, die sowohl über einen Kunstrasen- als auch über einen Naturrasenplatz verfügt.

## Die Teams

### U23

#### Sportliches Abschneiden
Seit dem Aufstieg der ersten Mannschaft in die Landesliga 1992 nimmt die auch "Hoffe zwo" genannte zweite Herrenmannschaft des Vereins am regulären Spielbetrieb teil. Sie wirkte zuvor im Reservespielbetrieb des Kreises Sinsheim mit. Die auch als U23 geführte Mannschaft spielte zunächst in der Kreisliga B, der untersten Spielklasse im Kreis Sinsheim. Zwischen 1998 und 2001 gelangen vier Aufstiege in Folge und damit der Sprung von der Kreisliga B in die Verbandsliga Baden. Bereits im ersten Verbandsligajahr wurde die Mannschaft Zweiter, scheiterte aber wie die erste Mannschaft einige Jahre zuvor in der Oberliga-Relegation am SV Linx. Im zweiten Jahr gelang schließlich der Aufstieg in die Oberliga. Als erneuter Verbandsliga-Vizemeister ging es allerdings erneut über die Relegation – diesmal gegen die Zweitplatzierten der Verbandsligen Südbaden und Württemberg, den FC Emmendingen und den Heidenheimer SB.
Nach dem Aufstieg 2003 spielte die TSG Hoffenheim II in der Fußball-Oberliga Baden-Württemberg und belegte hier meist Plätze im Tabellenmittelfeld. In der Spielzeit 2007/08 wurde die Mannschaft Fünfter und verpasste den für die Qualifikation zur Fußball-Regionalliga Süd notwendigen vierten Platz nur knapp. In der Saison 2008/09 reichte auch ein zweiter Platz nicht zum Aufstieg, da nur der Meister, in diesem Jahr die SG Sonnenhof Großaspach, aufstiegsberechtigt war. In der Spielzeit 2009/10 gelang der „Zweiten“ der TSG der Gewinn des Meistertitels in der Oberliga und damit der Aufstieg in die Regionalliga.
In der Regionalliga landete die U23 der TSG am Saisonende meist im Mittelfeld der Tabelle. Die beste Platzierung gelang in der Regionalliga-Saison 2015/16, als die TSG Dritter wurde. 2022/23 und 2023/24 wiederholten sie diese Leistung.

#### Trainer
- 2003-05: Roland Dickgießer
- 2005-06: Roland Dickgießer, Nebojša Đuric
- 2006-07: Alfred Schön
- 2007-08: Rainer Scharinger
- 2008-09: Rainer Scharinger (29 Spiele), Guido Streichsbier (5)
- 2009-10: Markus Gisdol
- 2010-11: Markus Gisdol (22), Otmar Rösch (8)
- 2011-12: Frank Kramer
- 2012-13: Frank Kramer (23), Otmar Rösch (13)
- 2013-14: Thomas Krücken (26), Marco Wildersinn (8)
- 2014-20: Marco Wildersinn
- 2020-21: Marco Wildersinn (7), Kai Herdling
- 2021-22: Kai Herdling
- 2022-    : Vincent Wagner

### U19

#### Sportliches Abschneiden
Die U19 der TSG 1899 Hoffenheim ist gleichbedeutend mit der A-Jugend des Klubs, da es bei der TSG keine U18-Mannschaft gibt und daher in der U19 beide aktuellen A-Jugend-Jahrgänge vereint sind. Seit 2005 spielt die Hoffenheimer U19 in der Süd-/Südwest-Staffel der A-Junioren-Bundesliga. Der Aufstieg aus der Oberliga Baden-Württemberg gelang 2005 unter dem Trainer Uwe Wolf. In ihrer ersten Bundesligasaison landete die TSG auf dem neunten Platz.
In den folgenden sechs Jahren belegten die Hoffenheimer A-Junioren größtenteils Mittelfeldplätze. Ausnahme war die Saison 2011/12, in der die U19 der TSG fast aus der Bundesliga abgestiegen wäre. Erst am letzten Spieltag gelang durch einen 4:0-Sieg und die gleichzeitige Niederlage des ärgsten Konkurrenten Waldhof Mannheim der Klassenerhalt. In der Spielzeit 2012/13 landete die U19 dann erstmals etwas weiter vorne. Unter Trainer Thomas Krücken schloss die Mannschaft die Saison auf dem dritten Platz ab. Zur Saison 2013/14 übernahm der damals erst 25-jährige Julian Nagelsmann den Cheftrainer-Posten bei der U19. Die Mannschaft um die späteren Profis Nadiem Amiri und Philipp Ochs sicherte sich am Ende der Saison die süddeutsche Meisterschaft und qualifizierte sich für die Halbfinalspiele um die deutsche A-Jugend-Meisterschaft. Dort setzte sich das Team in Hin- und Rückspiel gegen den FC Schalke 04 durch (Hinspiel: 1:0, Rückspiel: 0:0). Im Finale gab es dann einen klaren 5:0 (1:0)-Erfolg gegen Hannover 96.
Auch in der darauffolgenden Saison landete die TSG am Ende in der Süd-/Südwest-Staffel ganz vorne und verteidigte den süddeutschen Meistertitel. Mit Joshua Mees sicherte sich zudem erstmals ein Hoffenheimer A-Jugend-Spieler den Titel des Bundesliga-Torschützenkönigs. Mees erzielte in 25 Spielen 20 Tore. Erneut erreichte die Hoffenheimer U19 das Finale um die deutsche Meisterschaft – diesmal durch zwei 3:2-Siege gegen RB Leipzig. Im Finale unterlag die TSG dann allerdings in Bochum-Wattenscheid dem FC Schalke 04 mit 1:3 (1:1).
In der Saison 2015/16 gewannen die A-Junioren der TSG zum dritten Mal in Folge die süddeutsche Meisterschaft und erreichten nach einem 3:1 und 2:0 gegen Werder Bremen auch zum dritten Mal hintereinander das Endspiel um die deutsche Meisterschaft, das sie allerdings zu Hause gegen Borussia Dortmund mit 3:5 (1:1) verloren.
2018 gewann die U19 der TSG zum vierten Mal die Meisterschaft in der Staffel Süd/Südwest, scheiterte aber im Halbfinale am FC Schalke 04 (0:1, 2:4). Dank der Qualifikation der Profis für die Champions League nahm der Nachwuchs an der UEFA Youth League teil und erreichte als zweite deutsche Mannschaft überhaupt das Final Four in Nyon. Hier unterlag das Team von Trainer Marcel Rapp dem späteren Sieger FC Porto mit 0:3.
Auch in den Pokalwettbewerben konnte die Hoffenheimer U19 bereits einige Erfolge verbuchen. Als Höhepunkt gilt bis heute der Gewinn des DFB-Junioren-Pokals 2010. Im Finale in Berlin besiegte die TSG Hertha BSC durch zwei Tore von Denis Thomalla mit 2:1 (2:1). Außerdem gewannen die Hoffenheimer A-Junioren neun Mal (2007, 2009, 2010, 2011, 2019, 2020, 2022, 2023 und 2024) den Badischen Pokal. Als erste deutsche A-Jugendmannschaft gelang den Hoffenheimern in der Spielzeit 2023/24 der Gewinn des Doubles aus Meisterschaft und Pokal. Im Pokal besiegte die Mannschaft den SC Freiburg mit 3:2 und im Bundesliga-Finale Borussia Dortmund mit 3:1.

#### Trainer
- 2003-07: Uwe Wolf
- 2007-08: David Wagner
- 2008-11: Guido Streichsbier
- 2011-12: Alfons Higl (25 Spiele), Alexander Rosen (1)
- 2012-13: Thomas Krücken
- 2013-15: Julian Nagelsmann
- 2015-16: Julian Nagelsmann (15), Matthias Kaltenbach (11)
- 2016-17: Domenico Tedesco (20), Marcel Rapp (6)
- 2017-21: Marcel Rapp
- 2021-22: Marcel Rapp (5) / Marc Kienle (15)
- 2022-23: Stephan Lerch
- 2023-    : Tobias Nubbemeyer

### U17

#### Sportliches Abschneiden
In der U17 spielt vorrangig der ältere B-Jugend-Jahrgang. Anders als in der U19 oder in der U23 stammen hier also bis auf wenige Ausnahmen alle Spieler aus einem Jahrgang.
Die U17 der TSG 1899 Hoffenheim war in der Saison 2007/08 Mitglied der neu entstandenen B-Junioren-Bundesliga. In der Vorsaison spielte sie noch in der Regionalliga, die bis dahin die höchste Spielklasse war. Die ersten Acht der Regionalliga Süd qualifizierten sich damals für die neue Bundesliga Süd/Südwest, und die TSG wurde am Saisonende unter ihrem Trainer Guido Streichsbier Fünfter.
Gleich im ersten Bundesliga-Jahr spielte die Mannschaft um den Titel in der Süd/Südwest-Staffel mit. Zum Ende der Saison lief es auf einen Zweikampf zwischen der TSG und dem 1. FC Kaiserslautern hinaus. Durch einen 4:1-Sieg gegen Jahn Regensburg sicherte sich die Hoffenheimer U17 schließlich am letzten Spieltag die Meisterschaft. Außerdem wurde Stürmer Marco Terrazzino mit 20 Treffern Torschützenkönig.
Den Einzug ins Halbfinale um die deutsche Meisterschaft hatten sich die Kraichgauer bereits zuvor gesichert, da in der Süd/Südwest-Staffel neben dem Meister auch der Vize-Meister um den nationalen Titel spielen durfte. Im Halbfinale bekam es die TSG mit dem Nord/Nordost-Meister Hertha BSC zu tun. Nach einem 6:1-Sieg im Hinspiel in Berlin konnte sich die TSG im Rückspiel im Dietmar-Hopp-Stadion eine 1:3-Niederlage erlauben. Auch das Finale fand in Hoffenheim statt. Die TSG bezwang den West-Meister Borussia Dortmund mit 6:4 (4:2).
Drei Jahre später erreichte die U17 unter Trainer Xaver Zembrod erneut das Halbfinale um die deutsche Meisterschaft, nachdem sie zuvor süddeutscher Vize-Meister geworden war. Mit Kenan Karaman stellte das Team auch in dieser Saison den Torschützenkönig der Süd/Südwest-Staffel. Im Halbfinale, das in dieser Saison nur mit einem Spiel ausgetragen wurde, unterlagen die Hoffenheimer B-Junioren allerdings beim späteren Deutschen Meister 1. FC Köln mit 2:3 (0:2).
Eine weitere süddeutsche Vize-Meisterschaft errang die U17 in der Saison 2014/15 unter Trainer Jens Rasiejewski. Da sich in dieser Saison jedoch lediglich der Meister für die Halbfinalspiele um die deutsche Meisterschaft qualifizierte, reichte Platz zwei nicht fürs Erreichen der nationalen K.-o.-Spiele.
Regelmäßig siegte die Hoffenheimer U17 im Badischen Pokalwettbewerb. 2010, 2018, 2022 und 2023 gewannen die Kraichgauer diesen Wettbewerb. In der Spielzeit 2022/23 wurden die Hoffenheimer B-Junioren erneut süddeutscher Meister, scheiterten aber im Halbfinale um die Deutsche Meisterschaft knapp am VfL Wolfsburg (4:3, 6:8 nach Elfmeterschießen).

#### Trainer
- 2007-08: Guido Streichsbier
- 2008-09: David Wagner
- 2009-10: Tayfun Korkut
- 2010-11: Xaver Zembrod
- 2011-15: Jens Rasiejewski
- 2015-16: Marcel Rapp
- 2016-17: Marcel Rapp (19), Jens Schuster / Philipp Dahm (7)
- 2017-18: Pellegrino Matarazzo (15), Danny Galm (11)
- 2018-20: Danny Galm
- 2020-21: Kai Herdling (3), Danny Galm (2)
- 2021-22: Stephan Lerch
- 2022-24: Carsten Kuhn
- 2024-    : Paul Ehmann

### U16 bis U12
Neben den beiden Junioren-Bundesliga-Teams und der U23 gehören noch fünf weitere Teams zur TSG-Akademie.
In der U16 kommen nur Spieler des jüngeren B-Jugend-Jahrgangs zusammen. Die Mannschaft spielt in der B-Junioren-Oberliga Baden-Württemberg, der zweithöchsten Spielklasse für B-Jugend-Teams. Da die U17 in der höchsten Klasse, der Bundesliga, spielt, kann die U16 nicht aufsteigen. Sportlich hätte sie das schon mehrmals geschafft. Zuletzt gewann sie in der Saison 2021/22 unter Trainer Carsten Kuhn die Oberliga-Meisterschaft. Aktueller Hoffenheimer U16-Trainer ist der ehemalige Akademie-Spieler Paul Ehmann.
Die U15 ist die erste C-Jugend der TSG. Sie spielt in der Regionalliga Süd, der höchstmöglichen Spielklasse für C-Junioren. Zwei Mal hintereinander – in den Jahren 2012 und 2013 – schloss die U15 der TSG die Regionalliga-Saison auf Platz eins ab und holte damit die süddeutsche Meisterschaft in den Kraichgau. Meistercoach war jeweils Frank Fröhling. Eine deutsche Meisterschaft wird im C-Junioren-Bereich nicht ausgespielt.
Ähnlich wie die U16 spielte auch die U14 lange Zeit in der zweithöchsten Spielklasse, weil die höchste durch ein anderes TSG-Team belegt war. Daher konnte die U14 nicht höher als in der C-Junioren-Oberliga Baden-Württemberg spielen, in der sie einmal – in der Saison 2011/12 – die Meisterschaft gewann. Aktuell spielt sie in der Sonderspielrunde Süd/Südwest.
Als die U13 wird allgemein der ältere D-Jugend-Jahrgang geführt. Die U13 der TSG 1899 Hoffenheim nimmt nicht am regulären Spielbetrieb teil, sondern misst sich in einer Sonderrunde mit anderen NLZ-Teams.
Das jüngste Akademie-Team in Hoffenheim ist die U12, die ebenfalls nicht am regulären Ligabetrieb teilnimmt, sondern in Testspielen oder Turnieren auf den Nachwuchsteams anderer Profiklubs trifft.

### Die Kinderperspektivteams
In den Kinderperspektivteams der TSG (KPT) bekommen talentierte Spieler der F- und E-Jugend aus der Region die Möglichkeit, an qualitativ hochwertigen Trainingseinheiten teilzunehmen – gemäß der Ausbildungsphilosophie und des Rahmentrainingsprogramms der TSG 1899 Hoffenheim.
Die Kinder bleiben zwar bei ihren Heimatvereinen, werden aber zusätzlich zu ihrem Training vom TSG-Trainerteam betreut. Hintergrund ist, dass die Kinder zwar einerseits nicht zu früh aus ihrem gewohnten sozialen Umfeld geholt werden sollen, andererseits aber gewünscht ist, sie gewinnbringend und individuell zu fördern. Dabei erhalten sowohl die Spieler als auch ihre Eltern regelmäßig Rückmeldung über den Entwicklungsstand.
Auch die Vereinstrainer werden mit einbezogen und haben dadurch die Gelegenheit, die Trainingseinheiten in Hoffenheim zu verfolgen und am Fortbildungsangebot der TSG-Trainerschule teilzunehmen.
An einem Ligabetrieb nehmen die Kinderperspektivteams nicht teil, da die Spieler bereits mit ihren Heimatvereinen Punktspiele absolvieren. Mit dem KPT bestreiten sie daher nur Turniere oder Testspiele.

## Erfolge

### Aufstiege

#### U23 – Regionalliga-Aufstieg 2010
Der Aufstieg der U23 in die Regionalliga Süd wurde vier Spieltage vor Saisonende am 7. Mai 2010 durch einen 1:0 (1:0)-Sieg beim direkten Konkurrenten FC-Astoria Walldorf perfekt gemacht. Bei 15 Punkten Vorsprung auf Walldorf und den Bahlinger SC war der Mannschaft von Trainer Markus Gisdol der Aufstieg nach dieser Partie nicht mehr zu nehmen.
Im Hoffenheimer Team spielten Jens Grahl, Philipp Klingmann, Robin Neupert, Tabe Nyenty, Alexander Rosen, Marco Schäfer, Dominik Kaiser, Andreas Ludwig (70. Wilson Kamavuaka), Kai Herdling, Adam Jabiri (83. Christoph Hemlein), Denis Thomalla. Trainer: Markus Gisdol. Tor: 0:1 Adam Jabiri (26.).

#### U19 – Bundesliga-Aufstieg 2005
Souverän mit 13 Punkten Vorsprung gelang der Hoffenheimer A-Jugend 2005 unter der Leitung von Trainer Uwe Wolf der Aufstieg aus der Oberliga Baden-Württemberg in die damalige Süd-Staffel der A-Jugend-Bundesliga. Perfekt gemacht wurde die Oberliga-Meisterschaft und der damit verbundene Aufstieg am 5. Mai 2005 durch einen 3:2-Sieg beim 1. FC Normannia Gmünd. Bei noch drei ausstehenden Spielen war der letzte verbliebene Verfolger SC Freiburg II damit endgültig auf Distanz gehalten.

### Deutsche Meisterschaften

#### Deutscher A-Jugend-Meister 2024
Finale: Borussia Dortmund – TSG 1899 Hoffenheim 1:3 (1:1)
Hoffenheim: Benjamin Lade – Lars Strobl, Kelven Frees, Luca Erlein, Hennes Behrens – Diren Dağdeviren, Florian Micheler, Tiago Poller (84. Leonard Krasniqi) – Blessing Makanda, Max Moerstedt, Paul Hennrich
Trainer: Tobias Nubbemeyer
Tore: 0:1 Moerstedt (20.), 1:1 Brunner (45.), 1:2 Hennrich (67.), 1:3 Makanda (86.)

#### Deutscher A-Jugend-Meister 2014
Finale: Hannover 96 – TSG 1899 Hoffenheim 0:5 (0:1)
Hoffenheim: Marvin Schwäbe – Jesse Weippert, Russell Canouse, Nicolai Rapp, Steffen Nkansah, Grischa Prömel, Benjamin Trümner (46. Philipp Ochs), Nadiem Amiri (84. Nicolás Sessa), Barış Atik, Bahadır Özkan (63. Benedikt Gimber), Joshua Mees (61. Erdal Öztürk).
Trainer: Julian Nagelsmann.
Tore: 0:1 Özkan (36.), 0:2 Amiri (57.), 0:3 Ochs (79.), 0:4 Amiri (81.), 0:5 Atik (87.).

#### Deutscher B-Jugend-Meister 2008
Finale: TSG 1899 Hoffenheim – Borussia Dortmund 6:4 (4:2)
Hoffenheim: Daniel Strähle – Marcel Gruber, Manuel Gulde, Anthony Loviso (75. Dennis Atmaca), Christian Grassel, Robin Neupert, Marco Schäfer, Robin Szarka, Pascal Groß, Dimitri Suworow (58. Claudio Bellanave), Marco Terrazzino (78. Fabio Schmidt).
Trainer: Guido Streichsbier.
Tore: 1:0 Terrazzino (10.), 2:0 Szarka (14.), 2:1 Paurević (21.), 3:1 Terrazzino (25.), 4:1 Groß (29.), 4:2 Serrone (34.), 4:3 Sobiech (49., Elfmeter), 5:3 Grassel (60.), 6:3 Gulde (70., Elfmeter), 6:4 Buschening (71.).

### Süddeutsche Meisterschaften
Neben den drei Spielzeiten, in denen Hoffenheimer Nachwuchsteams die deutsche Meisterschaft gewonnen haben (A-Junioren 2013/14, 2023/24 und B-Junioren 2007/08), ging in fünf weiteren Saisons die süddeutsche Meisterschaft in den Kraichgau – vier Mal bei den C-Junioren (2011/12, 2012/13, 2015/16, 2017/18), einmal bei den B-Junioren (2022/23) und drei Mal bei den A-Junioren (2014/15, 2015/16, 2017/18).

## Bekannte ehemalige Jugendspieler
Im Folgenden eine Auswahl von Spielern, die vor ihrem Profidebüt mindestens ein Jahr in der Jugendabteilung der TSG aktiv waren und während ihrer Profilaufbahn mindestens 50 Spiele in einer der fünf „großen“ Ligen Bundesliga, Premier League, Primera División, Serie A und Ligue 1 absolviert haben (in der Klammer ist das Geburtsjahr des Spielers angegeben). Fettgedruckte Spieler stehen im aktuellen Profikader.
- Nadiem Amiri (1996)
- Christoph Baumgartner (1999)
- Adrian Beck (1997)
- Maximilian Beier (2002)
- Tom Bischof (2005)
- Dennis Geiger (1998)
- Benedikt Gimber (1997)
- Pascal Groß (1991)
- Manuel Gulde (1991)
- Robin Hack (1998)
- Jonas Hofmann (1992)
- Kenan Karaman (1994)
- Gregor Kobel (1997)
- Sead Kolašinac (1993)
- Amadou Onana (2001)
- Stefan Posch (1997)
- Grischa Prömel (1995)
- Davie Selke (1995)
- Niklas Süle (1995)
- Marco Terrazzino (1991)
- Jeremy Toljan (1994)

Stand: 14. April 2025

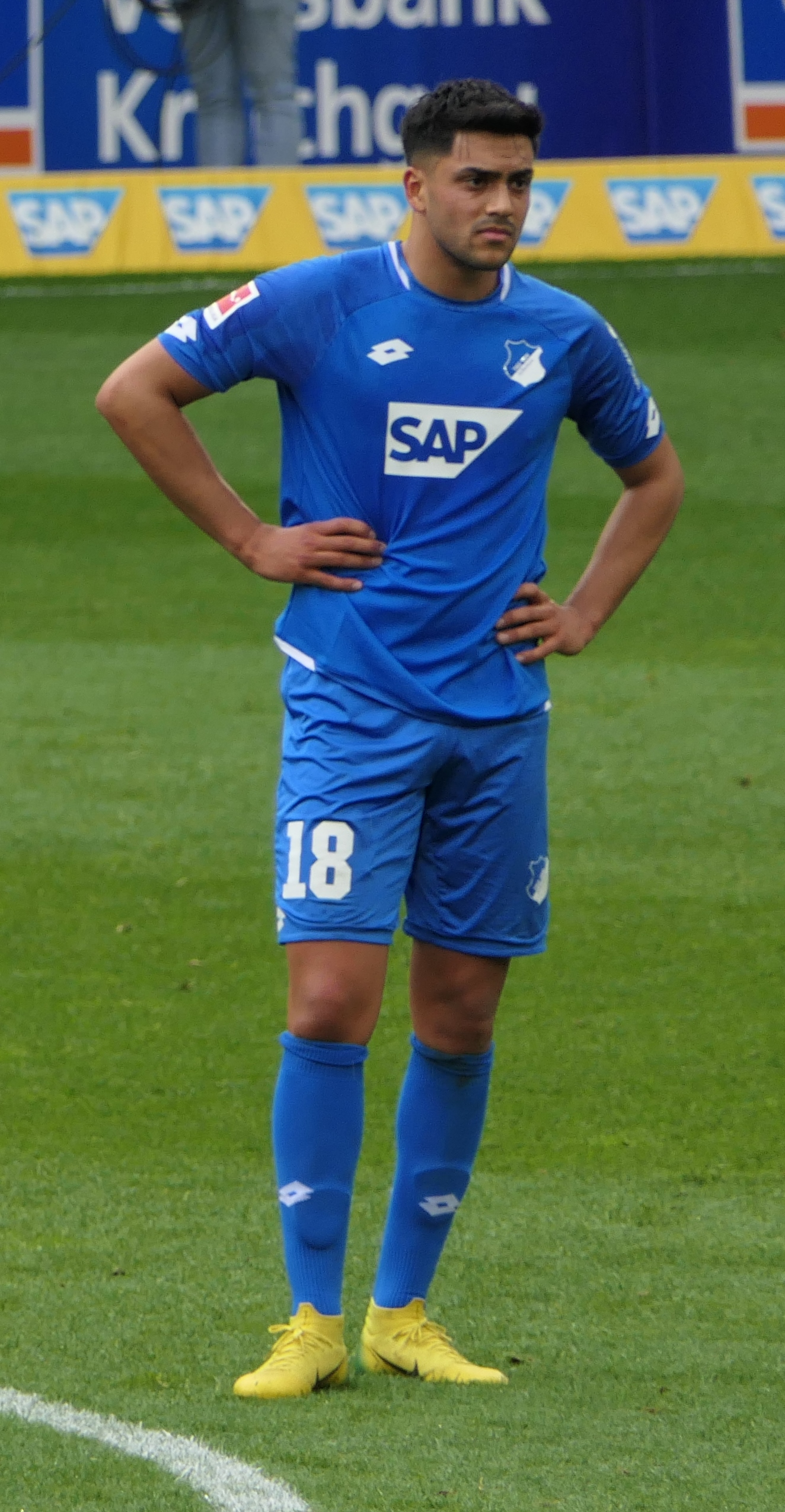
Amiri (2019)
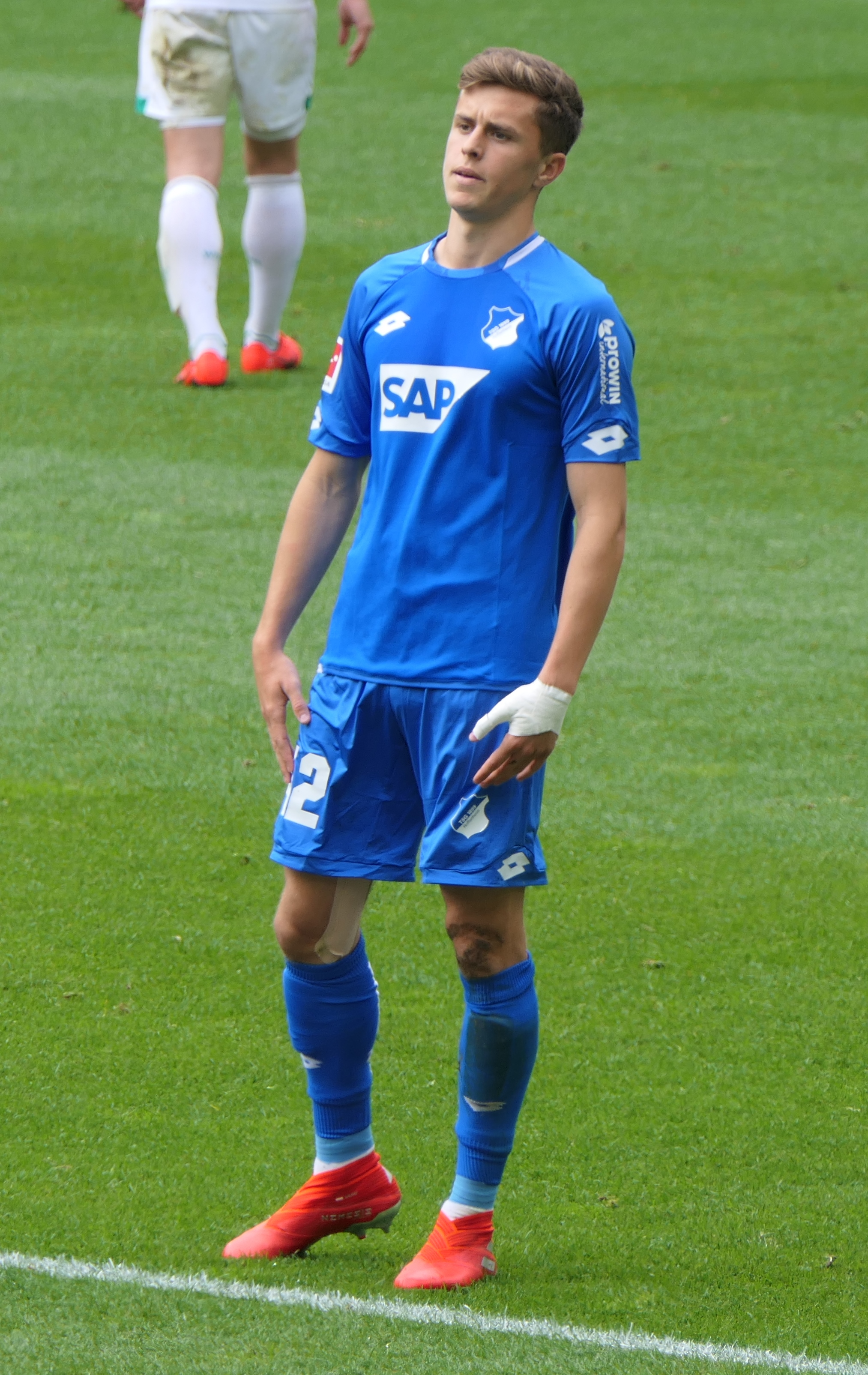
Baumgartner (2019)
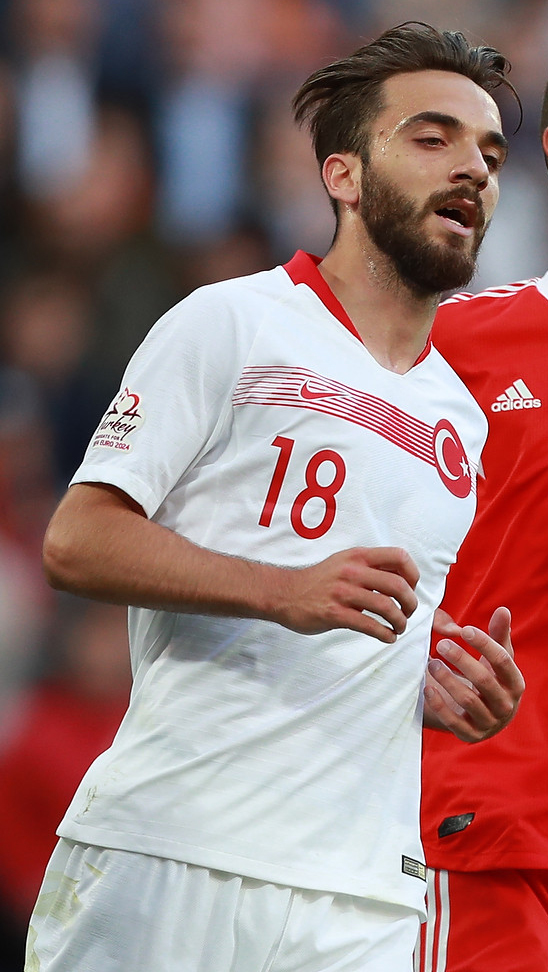
Karaman (2018)
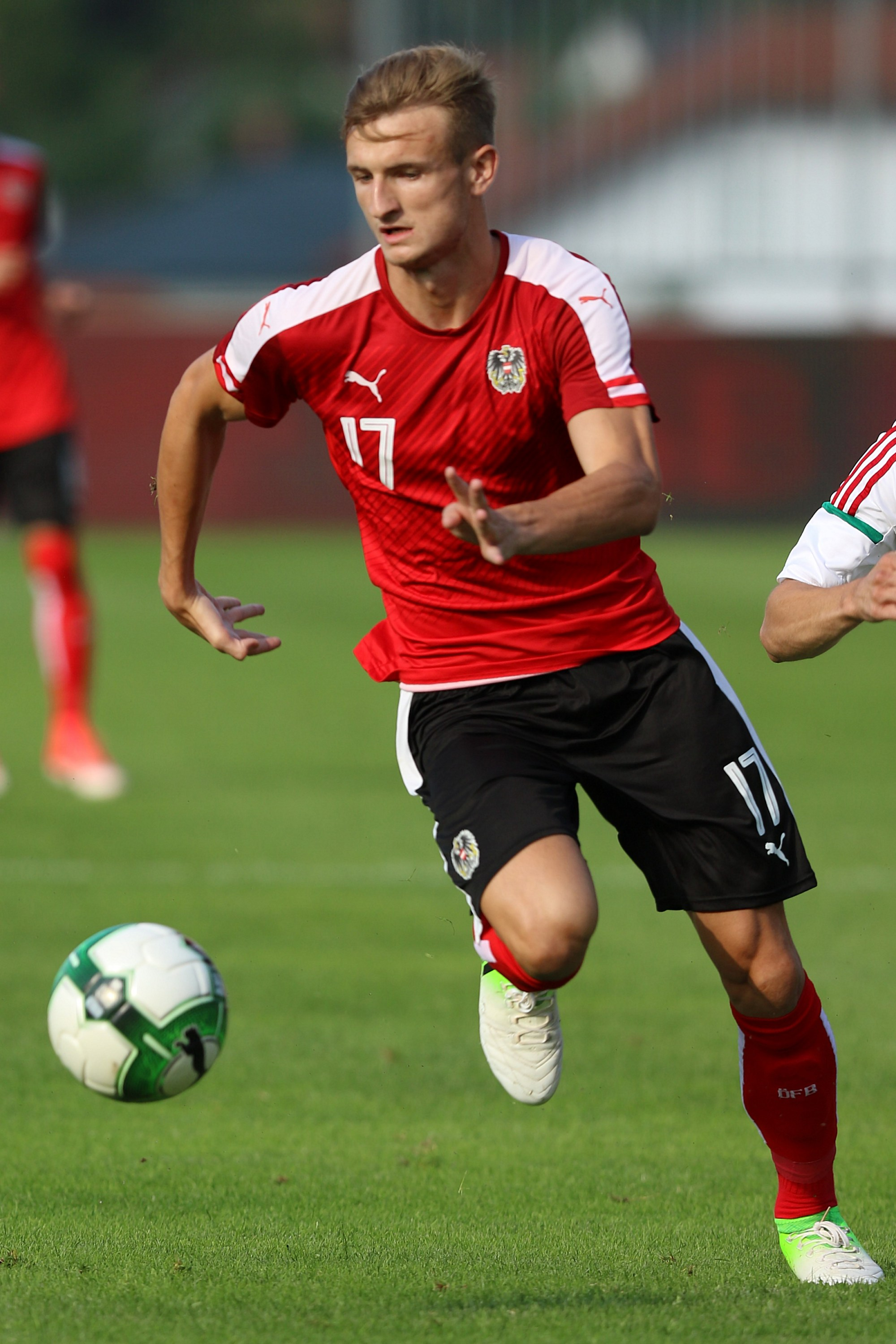
Posch (2017)
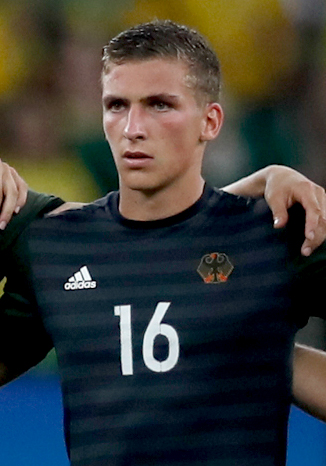
Prömel (2016)
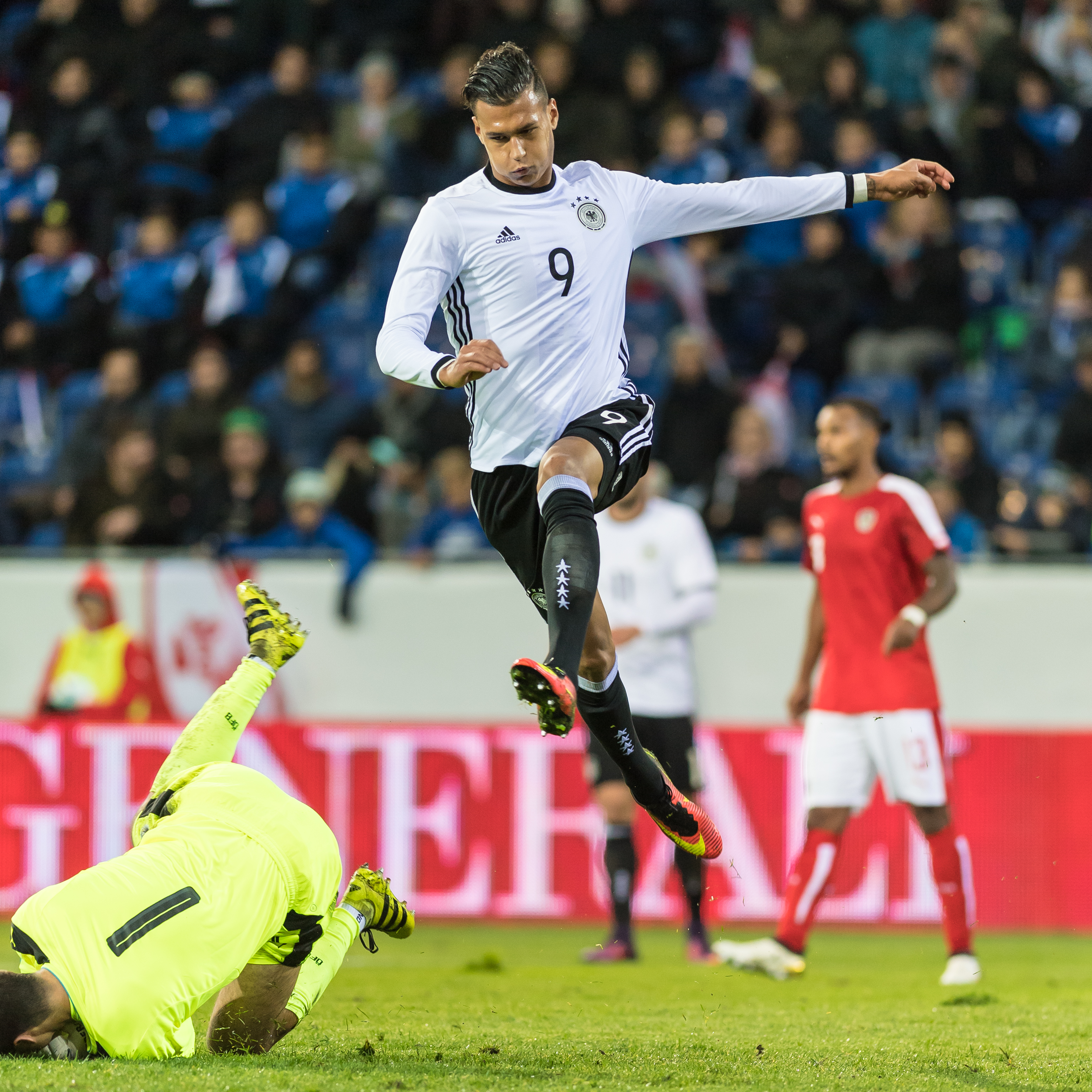
Selke (2016)
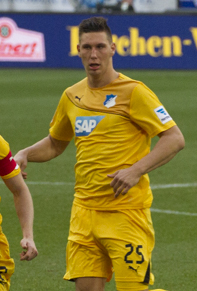
Süle (2014)
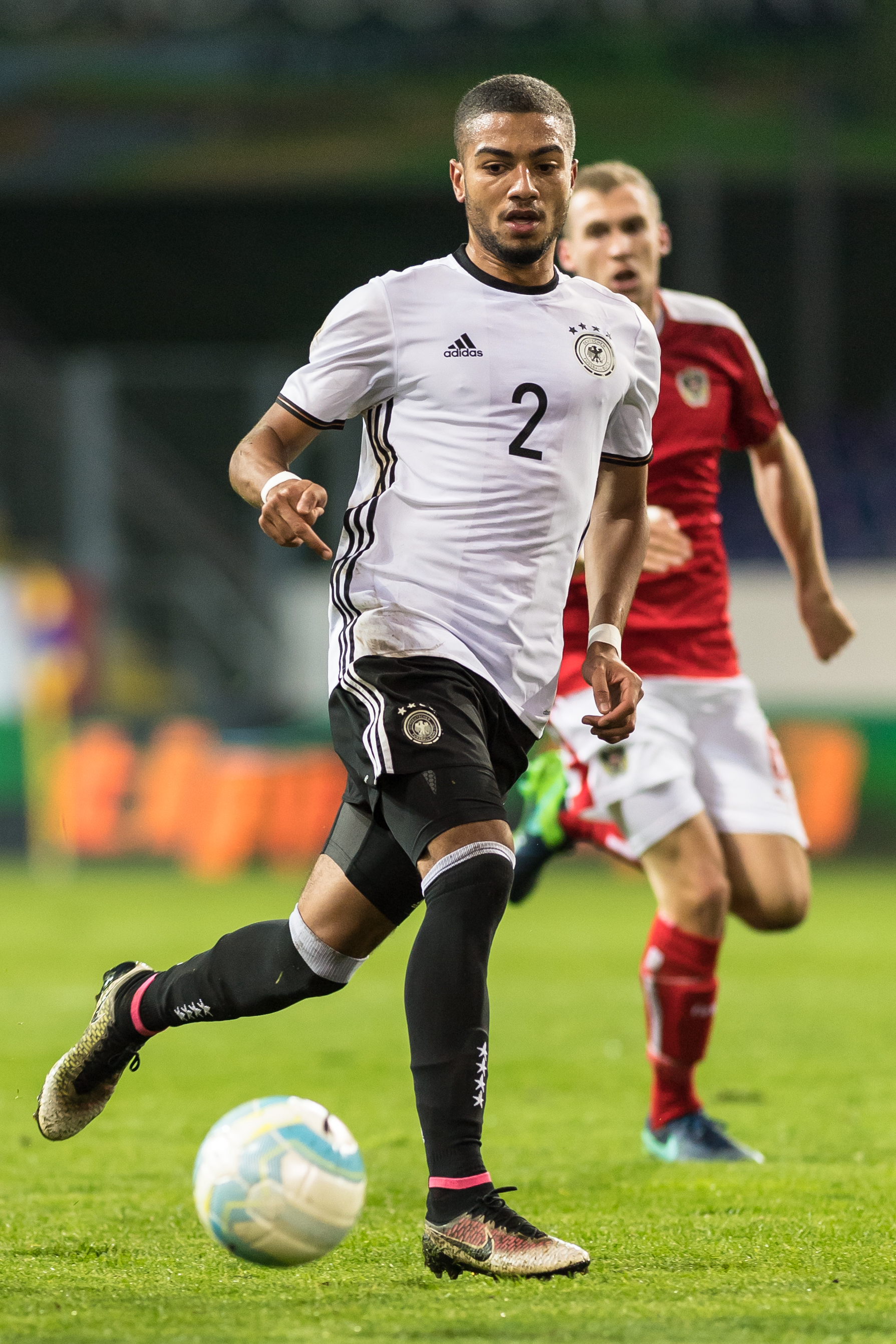
Toljan (2016)

## Trivia
Das Gebäude, in dem sich heute das Leistungszentrum befindet, war bis 2009 Heimat der Profis, die damit auch noch in ihrer Bundesliga-Premierensaison dort trainierten, wo heute die Teams der U19 und U17 Tag für Tag gemeinsam üben.
Die TSG-Akademie war schon mehrfach Gegenstand von TV-Dokumentationen: SPIEGEL-TV-Reportage (Nachwuchsarbeit allgemein), ARD-Reportage über den Freitod von Robert Enke (hier wurde die TSG-Akademie als Paradebeispiel für sportpsychologische Präventionsmaßnahmen gegen Depression vorgestellt), SWR-Langzeitreportage (Begleitung von drei A-Junioren über die gesamte Saison 2013/14), Pro7-taff (Begleitung zweier Spieler über einen längeren Zeitraum).
Die Teams der TSG-Akademie sind vermehrt auch bei internationalen Turnieren am Start. So nahm die U19 bereits zwei Mal am „Dallas Cup“ in Texas/USA teil und die U17 spielte schon zwei Mal beim „Governor’s Cup“ in Japan. Auch bei der „Tri Series“ der Aspire Academy in Katar und beim „U12 Izmir Cup“ in der Türkei waren TSG-Teams bereits mehrmals am Start.